# Siena College
Il Siena College è un'università privata statunitense, di indirizzo cattolico, con sede a Loudonville, nello stato americano di New York.

## Storia
L'ateneo fu fondato nel 1937 come Saint Bernardine of Siena College, per iniziativa di sette frati francescani provenienti dal Saint Bonaventure College, e ha assunto la denominazione di Siena College nel 1968.